# Umeshu

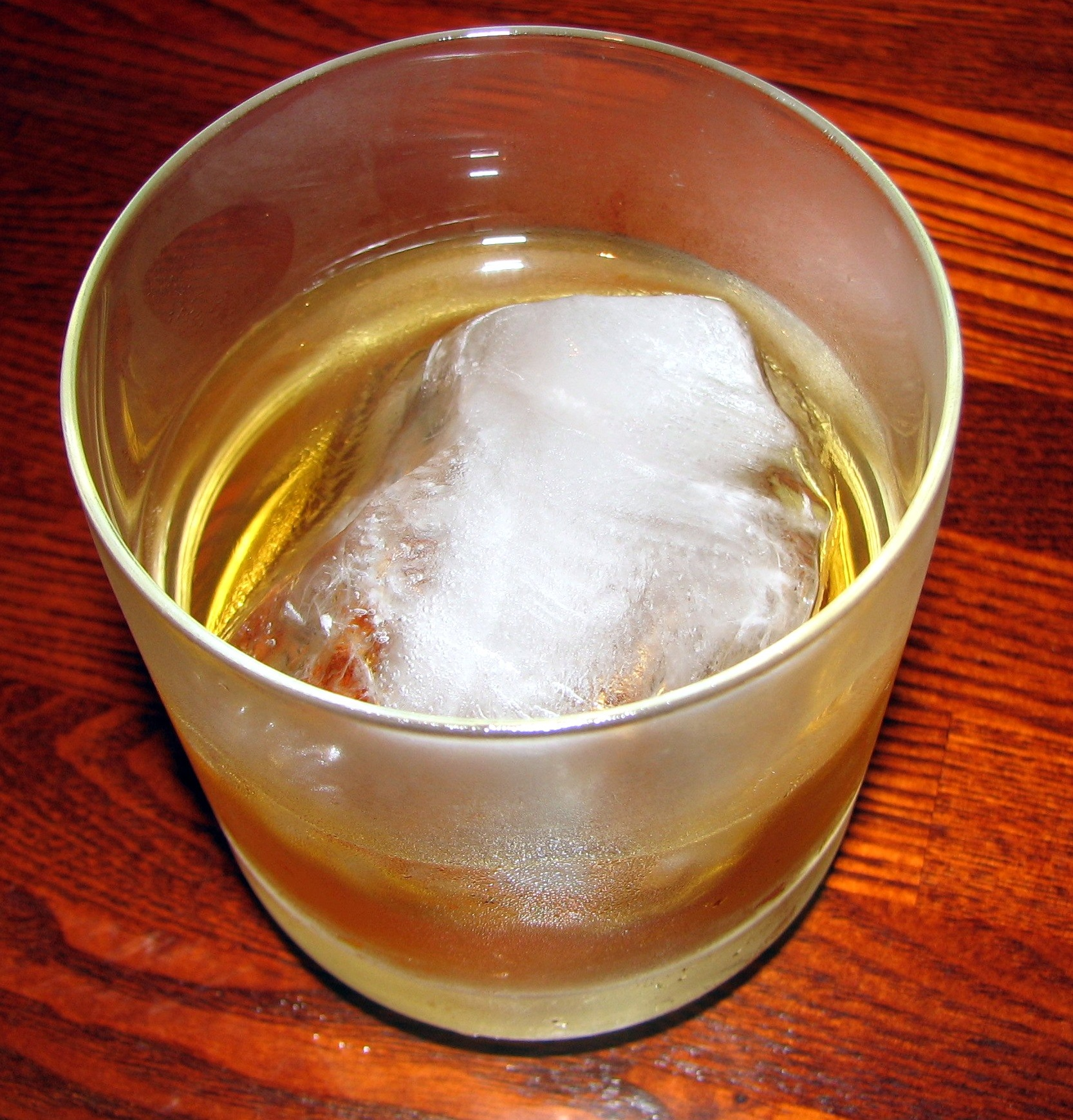
Un verre dumeshu avec un glaçon.

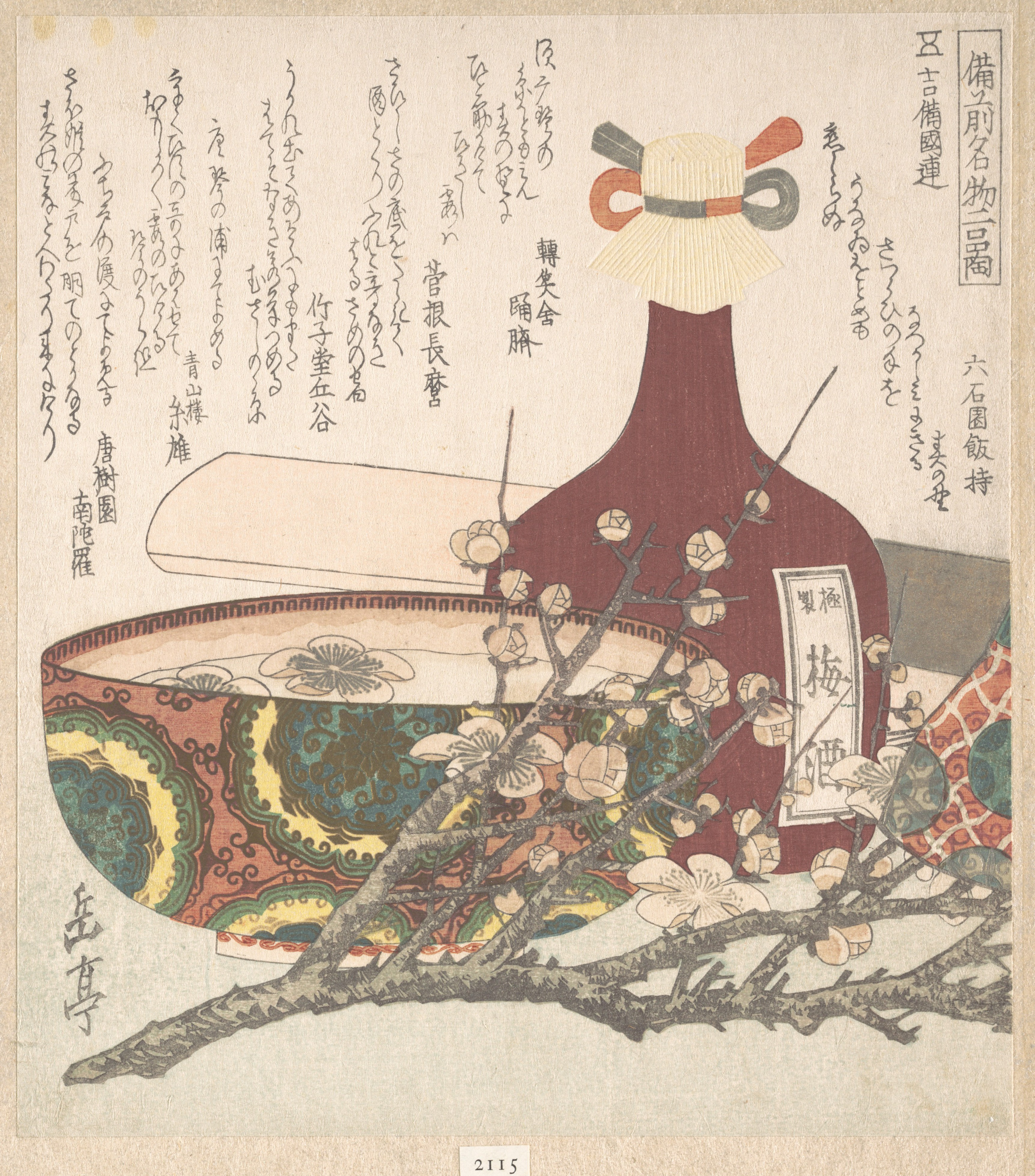
Umeshu par Yashima Gakutei (XIXe siècle).

L'umeshu (梅酒, littéralement « alcool de prune ») est une boisson alcoolisée japonaise fabriquée à partir d'alcool (neutres, brassés ou distillés) aromatisé par macération de prunes (梅, ume) de l'abricotier du Japon.

## Fabrication
Mis en bouteille vers le mois de juin, les fruits mûrs macèrent dans l'alcool, généralement du shōchū, et dans le sucre, pendant six mois à un an. Pour une conservation plus longue, on conseille de retirer les prunes, qui peuvent alors être consommées nature ou cuites en compote.
Proportions habituelles[pas clair] :
- prunes : 42 %
- alcool (35° à 50°) : 42 %
- sucre : 16 %

La plupart des producteurs proposent des umeshu titrant entre 8 et 15 degrés. Cependant, il est possible de trouver des cuvées allant jusqu'à 30° chez certains magasins spécialisés. La liqueur se conserve aisément cinq à dix ans, avec un goût de « noyau » plus prononcé.
Bien que cela soit déconseillé pour des raisons d'hygiène, notamment en cas de macération longue, il est possible de fabriquer son propre umeshu chez soi.

## Consommation
Servi sec, avec des glaçons (rokku, de l'anglais « rock »), coupé à l'eau gazeuse (sōda wari, de l'anglais « soda » et de waru, « couper ») ou dilué dans de l'eau bouillante (oyu wari, de oyu, « eau chaude »), l'umeshu est très apprécié pour son parfum caractéristique et sa saveur fruitée et sucrée.

## Dérivés
Il existe aussi un vinaigre fait avec ces prunes (梅酢, umezu ou umesu) et une boisson non alcoolisée faite à base de ce vinaigre appelée ume-juice (梅ジュース, ume-jūsu, jus de prune).